# Dicke Titten
"Dicke Titten" é um single da banda alemã de Neue Deutsche Härte, Rammstein que foi lançado no dia 27 de maio de 2022, sendo o terceiro single do oitavo álbum "Zeit".

## Antecedentes
No início de maio, um portal de notícias online alemão publicou um artigo com referência à fanpage mexicana Rammexicanos, afirmando que "Dicke Titten" provavelmente seria a quarta música do álbum Zeit a receber um videoclipe. Uma foto foi incluída no artigo como prova, mostrando os seis músicos em trajes tradicionais alpinos e seis mulheres vestidas com Dirndl.  A própria banda ainda não havia anunciado nada no momento e somente anunciou em 23 de maio de 2022, com dois dias de antecedência, em seus canais de mídia social que o vídeo estrearia em 25 de maio de 2022.
O single foi lançado em CD e vinil nos dias 8 e 15 de julho, respectivamente. Uma versão da música interpretada por LaBrassBanda foi incluída como segunda faixa.
O videoclipe foi lançado em 25 de maio de 2022, e foi dirigido por Jörn Heitmann. Foi gravado em setembro de 2021 em Ellmau, Áustria. 

## Videoclipe
No início, o video mostra os membros movendo-se com uma vaca para uma aldeia em uma montanha chamada "Rammstein". O vocalista Till Lindemann, como um velho cego e de barbas longas e grisalhas, é o protagonista que anseia por uma mulher. As cenas intermediárias mostram os músicos e principalmente atores coadjuvantes do sexo feminino tirando leite, serrando madeira, amassando pão, dançando o Schuhplattler (dança tradicional da região da Baviera) e bebendo cerveja.
Apesar do título sugestivo, o vídeo não tem restrição de idade. 

## Lista de faixas
| N.º            | Título                                | Duração |  |
| 1.             | "Dicke Titten"                        | 3:38    |  |
| 2.             | "Dicke Titten" (LaBrassBanda Version) | 3:15    |  |
| Duração total: | Duração total:                        | 6:53    |  |

## Histórico de lançamento
| Região         | Data                | Formatos                    | Gravadora                      | Número no catálogo | Ref.  |
| -------------- | ------------------- | --------------------------- | ------------------------------ | ------------------ | ----- |
| Mundo          | 27 de maio de 2022  | Download Digital, Streaming | Universal Music Vertigo Berlin | —                  | —     |
| União Europeia | 8 de julho de 2022  | CD                          | Universal Music Vertigo Berlin | 0602445730902      | [ 4 ] |
| União Europeia | 15 de julho de 2022 | 7-inch                      | Universal Music Vertigo Berlin | 0602445730919      | [ 5 ] |

## Desempenho nas paradas
| Paradas (2022)                        | Melhor posição |
| ------------------------------------- | -------------- |
| Alemanha (Offizielle Deutsche Charts) | 12             |
| Áustria (Ö3 Austria Top 75)           | 9              |
| Suíça (Schweizer Hitparade)           | 27             |
| Suécia (Sverigetopplistan)            | 65             |